# Montacuto
Montacuto es una localidad y comune italiana de la provincia de Alessandria, región de Piamonte, con 340 habitantes.

## Evolución demográfica
| Gráfica de evolución demográfica de Montacuto entre 1861 y 2001 |
|                                                                 |
| Fuente ISTAT - elaboración gráfica de Wikipedia                 |